# Palacio de los López
Palacio de López – pałac w stolicy Paragwaju, Asunción. Pełni rolę siedziby prezydenta Republiki Paragwaju.

## Opis
Pałac znajduje się w centrum stolicy, z widokiem na Zatokę Asunción. Jego nazwa pochodzi od  nazwiska prezydenta Paragwaju w latach 1862 – 1870 Francisco Solano Lópeza. Jest on najstarszym synem Carlosa Antonio Lópeza, który był prezydentem Paragwaju od 1844 do 1862 roku i kazał zbudować pałac jako rezydencję dla swojego syna.
Architektem odpowiedzialnym za budowę jest Alonso Taylor, angielski architekt. Budowa rozpoczęła się w 1857 lub 1772 roku.
Pałac ma kształt litery U. Liczy on dwie kondygnacje i posiada czterokondygnacyjną wieżą, na której stoi flaga Paragwaju.